# 平津作战
平津作战指1937年（民国二十六年）7月，卢沟桥事变爆发后，中华民国国民革命军第29军在北平及天津地区与日本陆军中国驻屯军的作战。

## 背景
1935年8月28日，国民政府正式任命宋哲元为平津卫戍司令，冀察绥靖主任兼河北省主席。12月18日，冀察政务委员会成立。宋哲元兼任冀察政务委员会委员长、冀察绥靖公署主任，统领冀察两省与平津两市的政务、军务。驻守平津的是國民革命軍第29軍，原是西北军冯玉祥的部队。
1937年5月，宋哲元离开北平回到山东乐陵老家养病。7月7日卢沟桥事变爆发。7月11日晚，宋哲元从山东返抵天津。日本政府一方面标榜「不扩大」方针，一方面向华北派兵。日軍因戰線過長，又擔心國際聯盟制裁，決定「迫和為主，內變策應為從」（軍事打擊為主，策動傀儡政權為輔）。
國民政府山西省主席徐永昌在戰前已悲觀表示：「平津之失與不失，祗恃敵之來與不來了」。

## 经过

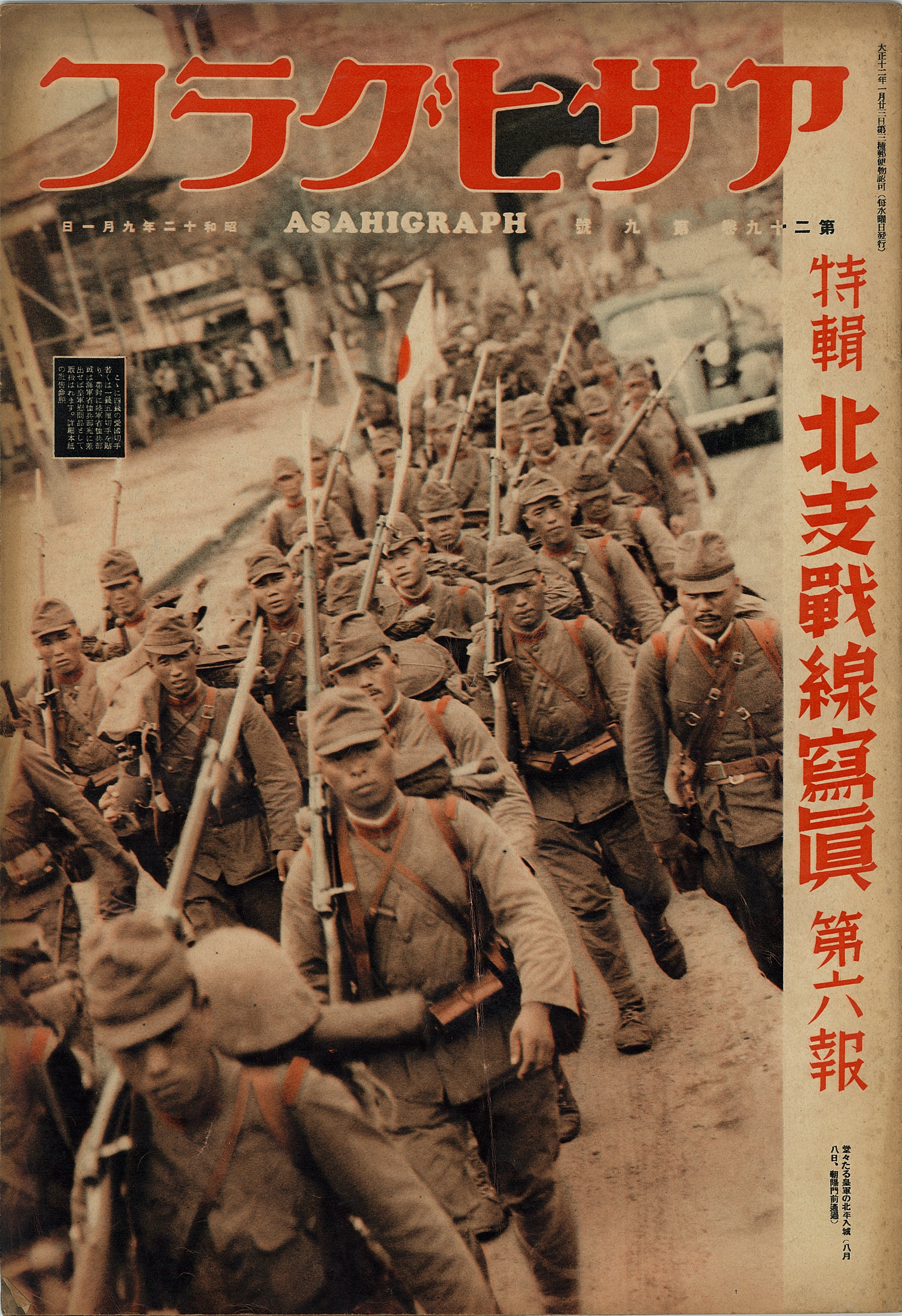
日軍進入北平彩色寫真

1937年7月20日，中国驻屯军所属部队已分别集结于密云、高丽营、天津和北平附近地区。在日军向平、津地区集结期间，中国政府军事当局派兵一部向保定、石家庄地区集结。第29军令第132师在永定河以南集结，令该师独立第27旅进入北平担任城防。
25日晚，日军一部侵入廊坊，26日占领。当日下午，日军向第29军发出最后通谍。19时，日军1个大队乘车经广安门向北平城内开进，受到守军阻击。
27日，日军对通县、团河、小汤山等地第29军驻军发动袭击。守军分别退至南苑和北苑。 

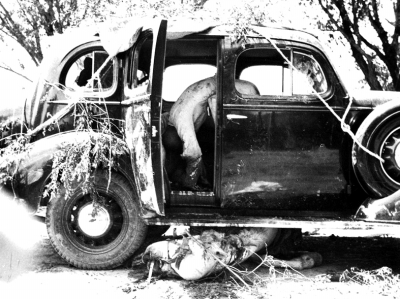
1937年7月28日赵登禹殉国

28日8时，日军在军司令官香月清司指挥下向北平地区第29军发动总攻。主攻部队第20师团，在飞机、炮兵支援下，对驻守南苑的第29军特务旅(旅長孙玉田）、第38师第114旅、骑兵第9师（师长郑大章）等部发起攻击。南苑守军在日军攻击下，指挥失灵，各自为战，一片混乱。位于丰台的日军驻屯旅团主力，前出到大红门地区切断南苑到城内的道路，阻击由南苑向城内撤退的第29军部队。战至13时，南苑战斗结束。第29军副军长佟麟阁，第132师师长赵登禹在指挥作战中殉国。与此同时，第29军第37师（师长冯治安）一部向丰台日军发动攻击，被日军增援部队击退。 
当日，日军独立混成第止旅团攻占清河镇。该地守军冀北保安部队（指揮官石友三）第2旅退黄寺。日军独立混成第1旅团占领沙河。28日下午，宋哲元委派张自忠代理冀察政务委员会委员长、冀察绥靖公署主任兼北平市市长，于当日晚离北平赴保定。第37师奉令向保定方面撤退。
29日8时，日军独立混成第11旅团攻击北苑与黄寺。黄寺守军冀北保安部队与日军战斗至18时后撤退。北苑守军独立第39旅（旅长阮玄武）与日军战斗后转移到古城，战斗结束后又返回北苑。该旅于31日被日军解除武装。在城内的独立第27旅被改编为保安队维持治安，数日后突围到察哈尔省归第143师（师长刘汝明）序列。
驻防天津的第29军第38师部队（指挥官为副师长李文田），于29日凌晨主动向天津日军发动攻击，攻占天津总站日军驻地，并向驻海光寺日军司令部和东局子飞机场展开攻击。开始时较为顺利，后在日军飞机、炮火反击下，至15时开始撤退，随之天津沦陷（除天津租界外）。29日驻通县伪冀混成第l旅团和驻屯旅团分别在30日晚和31日进占长辛店西面高地和大灰厂附近地区。至此，平、津作战结束。

### 引用
1. ↑  .   [2021-04-12]. （原始内容存档于2021-04-12）.
2. ↑  马金章. . 淇河文化研究. 中国历史文化名城浚县.   [2021-04-21]. （原始内容存档于2021-04-21）.

### 來源
- Hsu Long-hsuen and Chang Ming-kai, History of The Sino-Japanese War (1937-1945) 2nd Ed., 1971. Translated by Wen Ha-hsiung, Chung Wu Publishing; 33, 140th Lane, Tung-hwa Street, Taipei, Taiwan Republic of China. pp.177-180. Map 2.
- 轉引自《黃膺白先生年譜長編》，下冊，第545頁

## 外部連結
- Discussion and Map of Peiking Tientsin Operation （页面存档备份，存于）